# Sarah Louise Juddová
Sarah Louise Juddová (nepřechýleně Sarah Louise Judd; 26. června 1802, Farmington – 11. října 1881, Stillwater) byla první komerční fotografka v Minnesotě. Založila také první školy v oblasti Stillwater v Minnesotě.

## Životopis
Narodila se ve Farmingtonu, Connecticut 26. června 1802.  V roce 1838 se její rodina stala akcionáři v nové společnosti se sídlem v Maine Mills v roce 1844. Nejprve se přestěhovala do Marine, Illinois, (kolem roku 1832), než se v roce 1845 usadila v Stillwater, Minnesota. Založila první školy v Point Douglas, Minnesota (1845) a Stillwater (1846). Byla první učitelkou v a Washington County. Sarah Juddová je známá tím, že začala pořizovat daguerrotypie na jaře 1848 a pokračoval v obci Stillwater další dva roky. Tato událost je nejstarší zaznamenaná pořízená fotografie v Minnesotě. V lednu 1849 se provdala za Ariela Eldridge (1816-1896). Učila také na první škole v Marine Mills, v Minnesotě v roce 1849. Byla podnikatelkou, která pomáhala v knihkupectví svého manžela a působila v místním Prvním presbyteriánském kostele.
Zemřela ve svém domě v Stillwater. Zdroje uvádějí datum její smrti buď 11. října 1881 nebo 10. října 1886 